# Atollo di Kure
L'atollo di Kure, in passato conosciuto con la grafia Cure e noto anche impropriamente come Green Island dall'unica sua formazione abbastanza estesa, è un piccolo conglomerato di scogli, coralli e sabbia situato all'estremità nord-occidentale della lunga catena delle isole Hawaii, cinquantesimo stato federale degli Stati Uniti d'America. Scoperto agli inizi del XIX secolo e a lungo località di vari incidenti occorsi alle navi che lo esploravano, divenne territorio statunitense nel luglio 1898 e fu integrato nel patrimonio di riserve naturali delle Hawaii. Rimasto quasi sempre ai margini della storia, dal secondo dopoguerra al 1993 ospitò una base della United States Coast Guard e una stazione radio, venendo dotato anche di una piccola pista aerea, attualmente in disuso.
Oggi Kure rappresenta un prezioso habitat per decine di specie acquatiche e di uccelli marittimi, minacciate dal continuo accumularsi di spazzatura lungo la barriera corallina: sono pertanto nate associazioni di volontariato e progetti scientifici ufficiali che compiono regolari campagne di pulizia e di sostentamento per la vita animale, tentando di preservare l'atollo da inquinamento e visite umane non autorizzate.

## Storia
Da sempre disabitato, l'atollo era conosciuto dalle popolazioni locali che lo chiamavano Moku Pāpapa oppure, secondo un'altra fonte, Kānemiloha'i. Pare che il primo navigatore occidentale a imbattersi nel remoto atollo sia stato un certo capitano Kure, di origini russe, da cui il nome; ma non esistono o non sono stati ancora trovati resoconti affidabili in proposito. Si stima comunque che prima del 1827 diverse vascelli, una decina o una dozzina, abbiano avvistato l'atollo e ne abbiano sommariamente esplorato le acque: dopo ogni ricognizione l'atollo era concisamente indicato sulle carte con un nuovo nome e una nuova rivendicazione di possesso; già allora la calligrafia del nome era stata modificata e diffusa come Cure. Dal 1837 circa più di un vascello, nel tentativo di tracciare una più precisa carta dell'infida barriera corallina, fece naufragio e i sopravvissuti rimasero anche fino a nove mesi confinati su Green Island (unico lembo di terraferma sempre sopra al livello del mare), nutrendosi della fauna locale mentre costruivano zattere per intraprendere un difficile viaggio verso le isole abitate più a est. Ancora oggi si possono rintracciare i resti di relitti secolari, ad esempio quello della USS Saginaw incagliatasi nel 1870, e della baleniera Parker, naufragata nel 1842.
Con l'incremento di incidenti, l'ultimo dei quali occorso alla britannica Dunnotar Castle nel luglio 1886, il re delle Hawaii Kalākaua dispose che fosse costruito un rifugio per gli sfortunati che avessero perduto la propria nave. Il 20 settembre 1886 la nave Waialeale si ancorò vicino all'atollo, ancora indicato come Cure, e il colonnello James Boyd dell'United States Army ne prese possesso in nome del sovrano hawaiiano; dopodiché l'equipaggio edificò una semplice baracca, sotterrò taniche di acqua potabile e lasciò al sicuro provviste. Nel 1894 la regina Liliuokalani, ultimo monarca dell'arcipelago, concesse una licenza per lo sfruttamento del guano ma la cosa non ebbe seguito. Il 7 luglio 1898 il piccolo atollo e il resto della catena delle Hawaii transitarono sotto la giurisdizione degli Stati Uniti, divenendone un territorio; Kure fu poi incluso dal presidente Theodore Roosevelt nella Hawaiian Islands Bird Reservation, sotto l'autorità del Ministero dell'Agricoltura. Il provvedimento risale all'aprile 1909. Nel 1923 la Tanager Expedition condusse un'approfondita perlustrazione del luogo e Kure poté essere segnalato con precisione sulle mappe nautiche, sebbene le diciture "Cure" e "Ocean Island" (ormai desueto) non fossero del tutto scomparse.
Nella pianificazione per la battaglia delle Midway, poi svoltasi tra il 4 e il 6 giugno 1942, la Marina imperiale giapponese previde di occupare Kure il 5 giugno, dopo le azioni nelle isole Aleutine e il bombardamento di Midway, per farne una base di idrovolanti e poter scoprire in tempo la United States Navy, il cui arrivo era atteso dopo il 6 giugno. Allo scopo era stata predisposta l'11ª Divisione portaidrovolanti, che comunque non arrivò a completare la missione a causa della sconfitta della flotta di portaerei nipponiche a nord-ovest di Midway. Nell'immediato secondo dopoguerra la United States Coast Guard costruì una pista aerea in cemento su Green Island e vi stabilì una stazione radio LORAN deputata alle comunicazioni per il traffico navale: la base della USCG rimase attiva sino al 1993, quando tutto il personale e le apparecchiature furono rimosse, lasciando sul posto solo poche strutture abitative. Anche la pista d'atterraggio esiste tuttora, ma si trova in pessimo stato di manutenzione e non è consentito farne uso da parte di aerei civili. A oggi Kure è l'unica parte dell'arcipelago nord-occidentale hawaiiwano a essere gestita direttamente dall'autorità statale di Honolulu e l'accesso è severamente ristretto per presevarne l'habitat: infatti, in passato, la reiterata presenza umana ha danneggiato l'equilibrio ecologico con l'introduzione involontaria e aliena di piante, insetti e animali di piccola taglia.

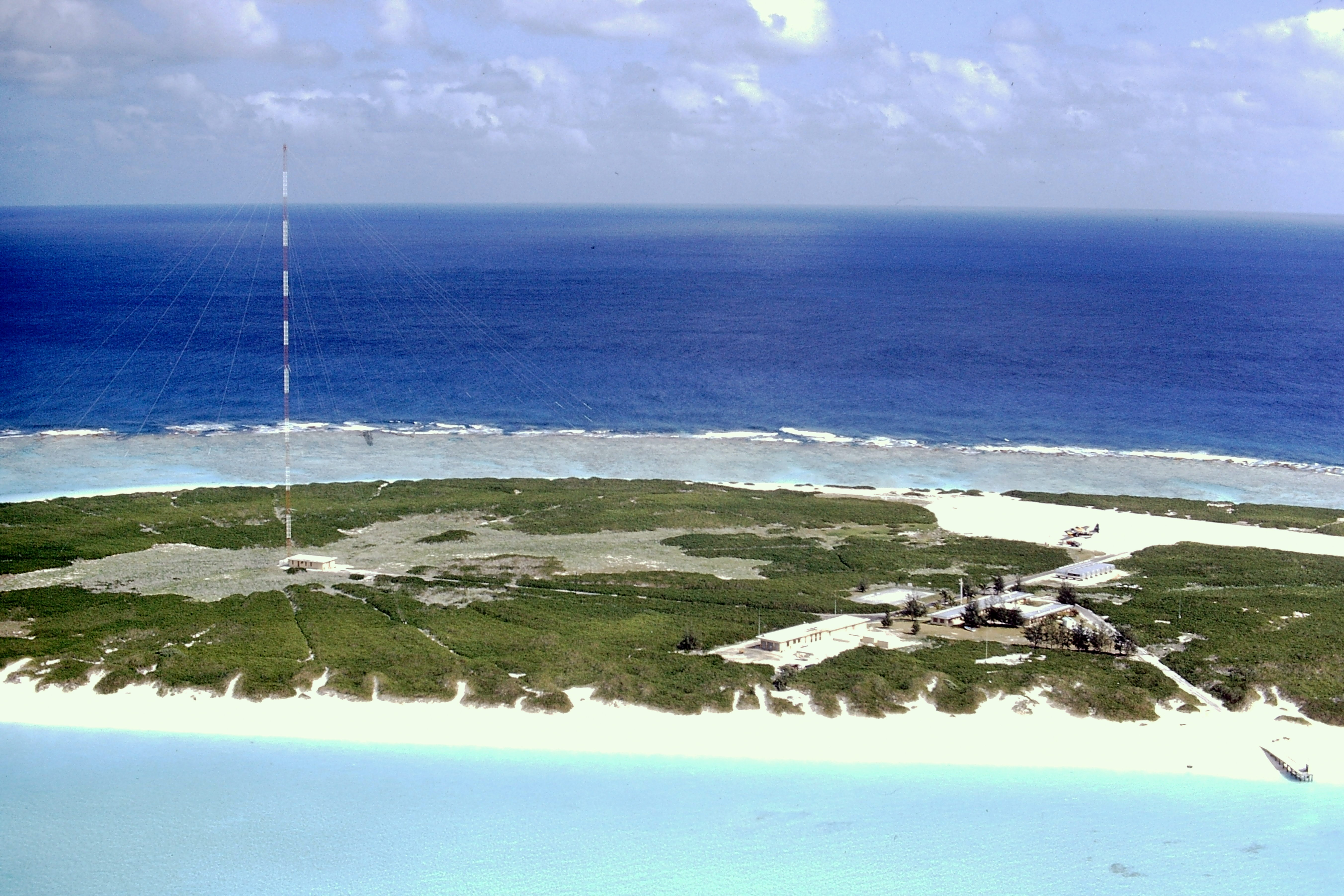
Green Island ripresa nel 1971, quando la base della USCG era ancora operativa

Kure si trova nel percorso di una delle correnti più grandi dell'Oceano Pacifico e, pertanto, è costantemente investito da grandi quantità di detriti marittimi quali vecchie reti a strascico o altri strumenti atti alla pesca gettati via dalle navi, ammassi di plastiche, accendini non più funzionanti, flaconi e altra spazzatura. L'accumulo continuo di tali materiali rappresenta una minaccia per le specie animali che vivono sull'atollo: il lavorio delle onde sommato allo sfregamento erode i conglomerati corallini, gli uccelli ingeriscono piccole porzioni di sostanze plastiche e muoiono, le creature marine rimangono spesso impigliate nelle reti e del pari rimangono uccise.
Soltanto nel 2003 il National Marine Fisheries Service e il Kure Atoll Ecological Research Station Project – associazione di studiosi, scienziati e attivisti che monitora lo stato dell'atollo, conduce campagne di sensibilizzazione, si occupa di interventi sul campo, organizza visite guidate e non invasive – hanno rimosso quasi 1 226 chili di rifiuti dall'atollo, un terzo dei quali aveva nuovamente invaso zone ripulite nel 2002. Tali aree, dette HERZ o "High Entanglement Risk Zones", sono state scelte appositamente al fine di valutare con quanta rapidità i detriti si accumulino attorno alla barriera corallina, menomando l'habitat naturale delle rare foche monache delle Hawaii: Cinthya Vanderlip è il capo della squadra scientifica occupantesi della cura dell'atollo, la quale conta meno di dieci persone che, nei mesi estivi, vivono su Green Island. In inverno, a causa delle condizioni atmosferiche, la permanenza a Kure non è consigliata e pertanto la popolazione umana scende di nuovo a zero.
Nel settembre e ottobre 2005 Kure è stata meta di una spedizione internazionale progettata e condotta dalla Cordell Expedition nell'ambito della radioamatorialità, comprendente esperti radioamatori, biologi, studiosi partiti da Honolulu. Scopo della missione è stato quello di fornire l'atollo di una potente stazione radio, rispondente al nominativo emittente "K7C"; le attività del gruppo, coordinate con quelle degli enti statunitensi a protezione dell'atollo, sono state riprese in tempo reale dall'innovativo sistema DXA, che sfrutta Internet e i satelliti. Durante la permanenza di due settimane la spedizione ha infine dato il proprio contributo per la preservazione dell'habitat, l'eliminazione di rifiuti e la manutenzione dei pochi edifici esistenti a scopo di ricerca.

## Geografia

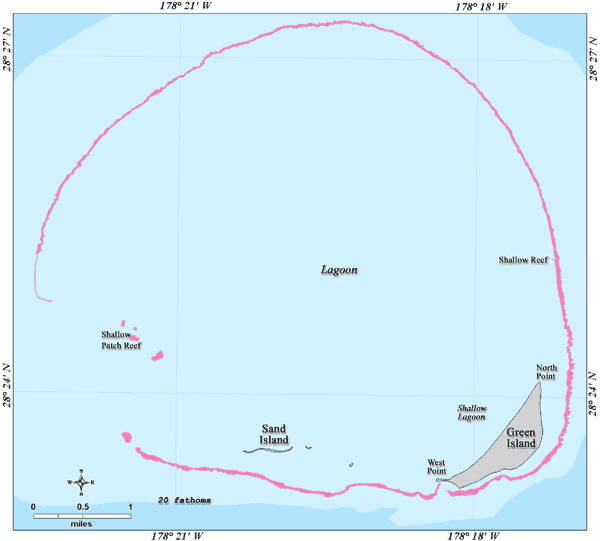
Mappa batimetrica dell'atollo di Kure

### Caratteristiche fisiche
Kure è l'atollo posto più a occidente dell'intera catena delle Hawaii nord-occidentali, nonché l'atollo più a nord dell'intero pianeta; giace alle coordinate 28°25’N di latitudine, 178°10’W di longitudine, quindi 55 miglia/circa 89 chilometri a ovest-nord-ovest dell'atollo di Midway, che rappresenta la massa di terraferma più vicina. La distanza che lo separa da Honolulu, capitale federale delle Hawaii, è di quasi 1 380 chilometri e dalla città servono cinque giorni in nave per raggiungerlo. L'atollo ha una forma piuttosto ovale e misura un raggio di 6 miglia nautiche/10 chilometri circa, dettata dall'andamento della barriera corallina la quale curva da ovest a est, si allunga verso oriente e si presenta un po' più rettilinea sul lato meridionale. Nella porzione di arco sud-occidentale la barriera si interrompe e lascia aperto un modesto varco, punteggiato da banchi di sabbia e piccole scogliere semisommerse che consentono il difficoltoso attraversamento solo a piccoli natanti: la barriera delimita una laguna poco profonda. Sul lato settentrionale e orientale il corallo forma grandi concrezioni che si estendono verso il largo, mentre l'arco meridionale, anche in condizioni di bassa marea, presenta ben pochi e modesti agglomerati.
L'unica parte permanentemente emersa e abbastanza estesa è Green Island, nell'angolo sud-orientale dell'atollo, il cui punto più elevato si trova a 6 metri sul livello del mare. Lunga un miglio scarso (circa 1 610 metri) e con una larghezza massima inferiore agli 800 metri, è orlata lungo la costa da dune di sabbia che sono meno accentuate sul litorale orientale e meridionale; l'interno pianeggiante si presenta dunque come il fondo di una scodella, ad appena 2 metri sul livello del mare. Esistono altre due brulle strisce di sabbia, fango e detriti di corallo tra Green Island a est e l'entrata alla laguna a ovest, ma sono di dimensioni ancora più ridotte e soggette a una certa erosione da parte del vento, che ne ha modificato sensibilmente forma ed estensione nel corso del tempo.
Dato il costante e lento movimento subsidenziale della placca pacifica verso nord-ovest, cui l'intero arcipelago hawaiiano appartiente, è stato teorizzato che nell'arco di qualche migliaio d'anni il corallo cesserà di riprodursi perché si troverà in acque troppo fredde e, pertanto, Kure sprofonderà sott'acqua.

### Flora e fauna

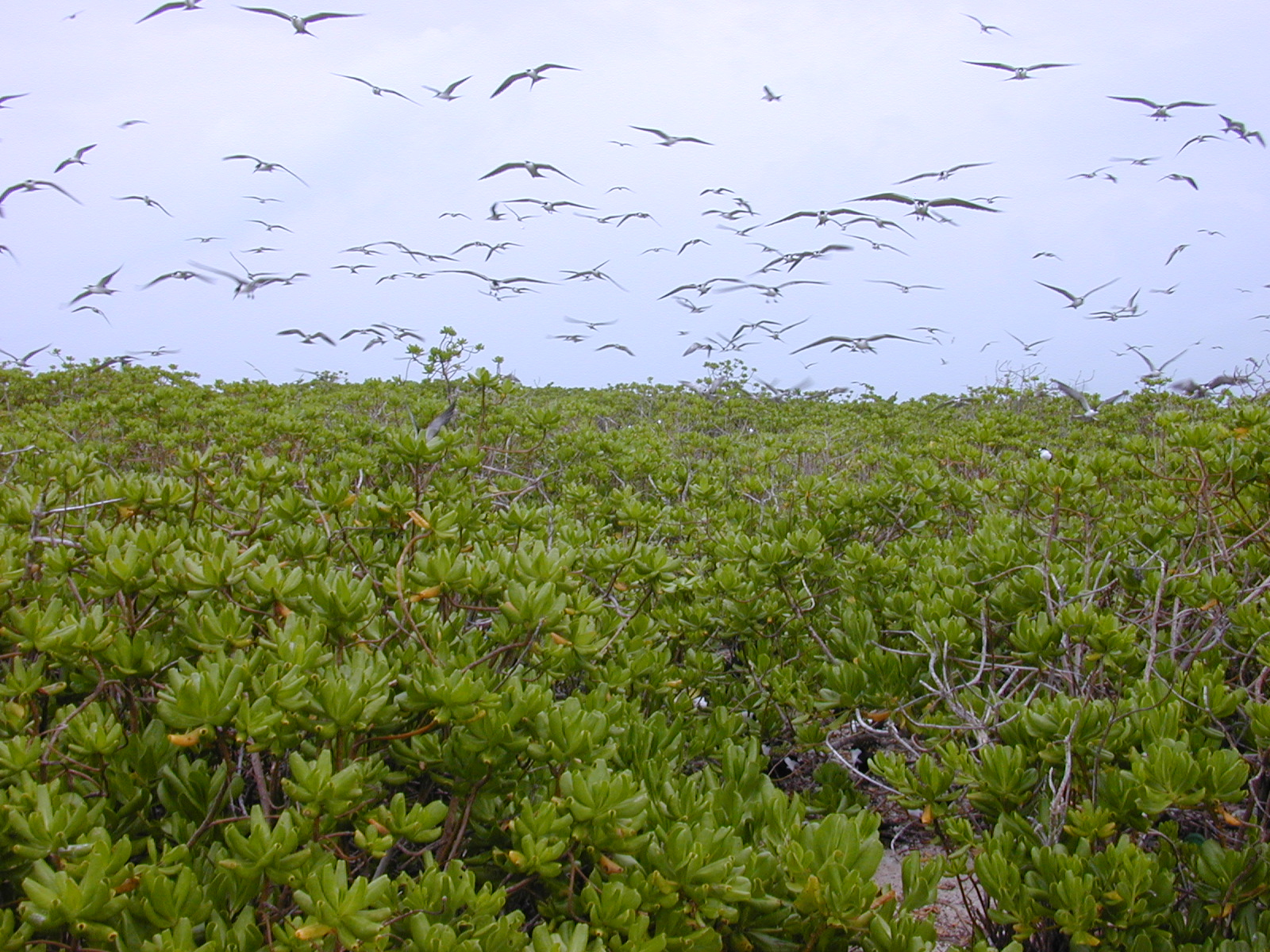
L'interno di Green Island è rifugio per svariati tipi di uccelli ed è ammantato, soprattutto vicino a riva, da masse di Scaevola taccada

La flora di Kure si concentra su Green Island e in grandissima parte si compone di Verbesina encelioides, della famiglia delle Asteraceae. Si tratta di una pianta invasiva non autoctona, portata per sbaglio dall'uomo nel corso delle varie esplorazioni, e che ha soppiantato molte delle specie originarie dell'atollo. Molto prolifica e diffusa è invece l'indigena Scaevola taccada (Naupaka kai in hawaiano), pianta cespugliosa e dalla fitta ramificazione con foglie coriacee e patinate: forma vere e proprie barriere verdi lungo le coste, di solito alte poco meno di 2 metri, e produce anche piccoli frutti bianchi. Altre tredici specie di piante vascolari fanno parte della flora di Kure e la maggioranza di queste si ritrova in una zona pianeggiante ed erbosa sita nell'est dell'isola.
Green Island, la laguna e la barriera corallina ospitano numerose forme di vita animale. Sulla minuscola isola prosperano le nidificazioni degli albatri piedineri, dei quali si stima siano presenti almeno 1 500 coppie, e di gruppi di sula fosca, mascherata e piedirossi, fetonte codarossa, fregata maggiore, sterna bruna, albatros di Laysan e codacorta, berta del Pacifico, piviere dorato e altri ancora. Lo specchio d'acqua rappresenta una fonte di cibo e riposo per stenelle, squali delle Galapagos, squali tigre, aetobati, la specie Ulua dei Carangidae e anche la minacciata tartaruga verde. Soprattutto l'atollo è uno dei soli sei siti dell'intero arcipelago dove le foche monache delle Hawaii, specie a grave rischio di estinzione, si accoppiano e allevano i piccoli: è stato calcolato che all'inizio degli anni 2000 la popolazione ammontasse a 100-125 esemplari, dopo un sensibile calo attribuito alla costante presenza umana derivata dalla base della USCG. Grande interesse scientifico ha suscitato la barriera di Kure, poiché vi sono stati rintracciati ben ventotto tipi differenti di coralli pietrosi che costituiscono una pianura sommersa ampia 80 000 acri/323 760 000 m². È habitat ideale per altre creature marine quali crostacei, molluschi, triglie, Oplegnathus e una rara specie locale di cernia. Il ritmo di crescita delle colonie di corallo è un altro elemento che rende unico l'atollo: difatti esse vivono in acque le cui temperature non sono del tutto congeniali alla crescita di tali organismi, collocandosi dunque al limite del cosiddetto "Punto Darwin", vale a dire la linea del 29° di latitudine oltre la quale la produzione di carbonato di calcio nei coralli sarebbe insufficiente alla loro vita nonché alla costituzione di atolli.
Sull'isola, infine, si incontrano vari tipi di artropodi quali la formica testa grossa, introdotti accidentalmente dall'uomo e causa dell'alterazione dannosa dell'habitat di molti uccelli marini, le cui percentuali di riproduzione sono calate. Green Island era piagata anche da una numerosa colonia di ratti, arrivati al seguito dell'uomo, che è stata completamente eliminata tra 1993 e 1994.